# Místopis
Místopis je pojem označující literaturu zabývající se určitým místem. Například knížka o určitém městě či vesnici je místopisem té oné určité vesnice či města. Místopis často obsahuje historii daného území a popis. Ostatní aspekty jako fauna, flóra, geologie a geomorfologie nejsou tak časté. Je to de facto vše o daném místě se zaměřením na humanitní složku, tedy hlavně popis a historii.[zdroj?]